# Julius Stahn
Julius Emanuel Stahn (* 11. November 1898 in Berlin; † 26. Mai 1945 Landsberg an der Warthe) war ein deutscher Jurist und Ministerialbeamter.

## Leben
Stahn schloss nach dem Gymnasialbesuch in Berlin-Zehlendorf und Blankenburg seine Schullaufbahn 1917 mit dem Notabitur ab und nahm danach noch kurzzeitig als Soldat am Ersten Weltkrieg teil. Noch 1918 nahm er an der Universität Berlin ein Studium der Rechtswissenschaft auf, dass er 1922 mit der ersten juristischen Staatsprüfung beendete. Danach promovierte er 1923 an der Universität Gießen zum Dr. jur. und legte nach dem Rechtsreferendariat 1926 die zweite juristische Staatsprüfung ab. Anschließend war er Gerichtsassessor in Potsdam. Ab 1928 war er Konsistorialassessor bzw. ab 1930 Konsistorialrat bei der Kirche der Altpreußischen Union. Er war zudem ab 1930 als Regierungsrat im Reichsministerium für Wissenschaft, Kunst und Volksbildung tätig und wurde dort 1932 zum Oberregierungsrat befördert.
Nach der Machtübergabe an die Nationalsozialisten trat Stahn am 1. Mai 1933 in die NSDAP ein. Er gehörte zudem den NS-Organisationen NSV, dem NS-Rechtswahrerbund, dem NS-Beamtenbund und dem Reichsluftschutzbund an. Nach der 1934 erfolgten Ernennung zum Ministerialrat wechselte Stahn 1935 vom Reichsministerium für Wissenschaft, Erziehung und Volksbildung ins Reichsministerium für die Kirchlichen Angelegenheiten, wo er bis 1945 tätig war. Er wurde dort 1937 als Nachfolger Hermann von Dettens noch zum Ministerialdirigenten befördert.
Nach Kriegsende befand er sich in sowjetischer Internierung und kam noch im Mai 1945 im Speziallager Landsberg (Warthe) um.